# ГЕС José Richa (Salto Caxias)
ГЕС José Richa (Salto Caxias) — гідроелектростанція на південному сході Бразилії у штаті Парана. Знаходячись між ГЕС Салту-Озоріу (вище за течією) та ГЕС Baixo Iguaçu (станом на 2018 рік на етапі будівництва), входить до складу каскаду на річці Ігуасу, яка впадає зліва в другу за довжиною річку Південної Америки Парану.
У межах проєкту річку перекрили греблею з ущільненого котком бетону висотою 67 метрів та довжиною 1083 метри, що потребувала 912 тис. м3 матеріалу. Вона утримує витягнуте по долині річки на 96 км водосховище з площею поверхні 141 км2 та об'ємом 3,6 млрд м3.
Пригреблевий машинний зал обладнали чотирма турбінами типу Френсіс потужністю по 310 МВт, які при напорі від 50 до 68 метрів забезпечують виробіток приблизно 5,4 млрд кВт·год електроенергії на рік.